# みさき公園1日遊園の旅サービック
みさき公園わくわくきっぷは、南海電気鉄道（南海）が発売していたサービックの一つである。この項目では、プールシーズンに発売されていたみさき公園ウキウキきっぷについても記述する。両者とも期間限定である。
かつては、みさき公園1日遊園の旅サービック（〜こうえんいちにちゆうえんのだびサービック）、みさき公園ぷ〜るらんどRioサービック（〜こうえんぷーるらんどりおサービック）という名称であった。

## 概要
みさき公園への誘致のために登場した、家族向けのサービック。「遊園の旅」よりも「ぷ〜るらんど」の方がユーザーが多かった。近畿日本ツーリストでも発売されていた（ぷ〜るらんどは発売されなかった）が、南海主要駅ではサザンの座席指定券がセットになったものも発売されていた。

## 内容
- 発駅〜みさき公園駅までの往復乗車券
- みさき公園入場券
- プール入場券（「ウキウキ」およびかつての「ぷ〜るらんど」限定）
- アトラクションポイント（1000Mipo）引換券（以前は、乗り物回数券の購入2割引券、イルカショー入場3割引券であった。）

## 有効期間
1日（徳島港発着のみ2日）

## サービック割引料金例

### みさき公園1日遊園の旅サービック
- 難波駅からみさき公園までの往復料金と入場券類を含めた通常料金は2,840円だが、このサービックを利用すると1,730円になる。
- 同駅からサザンに乗車した場合の往復料金と入場券類を含めた通常料金は3,840円だが、このサービックを利用すると2,430円になる。

### みさき公園ぷ〜るらんどRioサービック
- 難波駅からみさき公園までの往復料金と入場券類を含めた通常料金は3,540円だが、このサービックを利用すると1,980円になる。
- 同駅からサザンに乗車した場合の往復料金と入場券類を含めた通常料金は4,540円だが、このサービックを利用すると2,780円になる。